# Danh sách sân bay tại Ý
Danh sách các sân bay ở Italia:
| Vị trí                                                                     | ICAO | IATA | Tên sân bay |
| -------------------------------------------------------------------------- | ---- | ---- | --- |
| Abruzzo (Regione Abruzzo)                                                  |      |      | |
| L'Aquila                                                                   | LIAP |      | Sân bay Preturo |
| Pescara                                                                    | LIBP | PSR  | Sân bay quốc tế Abruzzo Lưu trữ ngày 6 tháng 2 năm 2009 tại Wayback Machine                                               |
| Aosta Valley (Regione Autonoma Valle d'Aosta)                              |      |      | |
| Aosta                                                                      | LIMW | AOT  | Sân bay Aosta (Sân bay Corrado Gex) Lưu trữ ngày 24 tháng 6 năm 2008 tại Wayback Machine                                  |
| Apulia (Regione Puglia)                                                    |      |      | |
| Bari                                                                       | LIBD | BRI  | Sân bay Palese Macchie Lưu trữ ngày 13 tháng 1 năm 2006 tại archive.today                                                 |
| Brindisi                                                                   | LIBR | BDS  | Sân bay Casale Lưu trữ ngày 13 tháng 1 năm 2006 tại archive.today                                                         |
| Gioia del Colle, Bari                                                      | LIBV |      | Căn cứ không quân Gioia del Colle                                                                                         |
| Foggia                                                                     | LIBF | FOG  | Sân bay Gino Lisa Lưu trữ ngày 15 tháng 3 năm 2009 tại Wayback Machine                                                    |
| Foggia                                                                     | LIBA |      | Căn cứ không quân Amendola                                                                                                |
| Lecce                                                                      | LIBN | LCC  | Sân bay Lecce (quân sự?)                                                                                                  |
| Martina Franca, Taranto                                                    | LIBX |      | Căn cứ không quân Martina Franca                                                                                          |
| Taranto                                                                    | LIBG | TAR  | Sân bay Grottaglie Lưu trữ ngày 13 tháng 1 năm 2006 tại archive.today                                                     |
| Calabria (Regione Calabria)                                                |      |      | |
| Crotone                                                                    | LIBC | CRV  | Sân bay Crotone (Sân bay S. Anna) Lưu trữ ngày 25 tháng 5 năm 2008 tại Wayback Machine                                    |
| Lamezia Terme, Catanzaro                                                   | LICA | SUF  | Sân bay quốc tế Lamezia Terme Lưu trữ ngày 29 tháng 9 năm 2007 tại Wayback Machine                                        |
| Reggio Calabria                                                            | LICR | REG  | Sân bay Reggio Calabria                                                                                                   |
| Campania (Regione Campania)                                                |      |      | |
| Capua                                                                      | LIAU |      | Sân bay Capua |
| Caserta                                                                    | LIRM |      | Sân bay Grazzanise (quân sự?)                                                                                             |
| Naples                                                                     | LIRN | NAP  | Sân bay quốc tế Napoli (Sân bay Capodichino) Lưu trữ ngày 5 tháng 6 năm 2008 tại Wayback Machine                          |
| Salerno                                                                    | LIRI |      | Sân bay Salerno (Sân bay Pontecagnano) Lưu trữ ngày 22 tháng 1 năm 2021 tại Wayback Machine                               |
| Emilia-Romagna (Regione Emilia-Romagna)                                    |      |      | |
| Bologna                                                                    | LIPE | BLQ  | Sân bay Bologna (Sân bay Guglielmo Marconi) (Borgo Panigale)                                                              |
| Carpi                                                                      | LIDU |      | Sân bay Carpi Budrione |
| Cervia, Ravenna                                                            | LIPC |      | Căn cứ không quân Cervia                                                                                                  |
| Ferrara                                                                    | LIPF |      | Sân bay Ferrara |
| Forlì                                                                      | LIPK | FRL  | Sân bay Forli (Sân bay L. Ridolfi)                                                                                        |
| Lugo di Romagna, Ravenna                                                   | LIDG |      | Sân bay Lugo di Romagna                                                                                                   |
| Modena                                                                     | LIPM |      | Sân bay Modena Marzaglia Lưu trữ ngày 17 tháng 7 năm 2011 tại Wayback Machine                                             |
| Parma                                                                      | LIMP | PMF  | Sân bay Parma (Sân bay G. Verdi)                                                                                          |
| Piacenza                                                                   | LIMS |      | Căn cứ không quân San Damiano                                                                                             |
| Ravenna                                                                    | LIDR | RAN  | Sân bay Ravenna |
| Reggio Emilia                                                              | LIDE |      | Sân bay Reggio Emilia |
| Rimini                                                                     | LIPR | RMI  | Sân bay quốc tế Federico Fellini Lưu trữ ngày 9 tháng 8 năm 2008 tại Wayback Machine                                      |
| Friuli-Venezia Giulia (Regione Autonoma Friuli-Venezia Giulia)             |      |      | |
| Aviano, Pordenone                                                          | LIPA | AVB  | Căn cứ không quân Aviano                                                                                                  |
| Campoformido / Udine                                                       | LIPD | UDN  | Sân bay Campoformido (quân sự?)                                                                                           |
| Rivolto / Udine                                                            | LIPI |      | Căn cứ không quân Rivolto Air                                                                                             |
| Ronchi dei Legionari / Trieste                                             | LIPQ | TRS  | Sân bay Friuli Venezia Giulia (Sân bay Trieste Ronchi dei Legionari) Lưu trữ ngày 13 tháng 9 năm 2008 tại Wayback Machine |
| Latium (Regione Lazio)                                                     |      |      | |
| Centocelle, Roma                                                           | LIRC |      | Căn cứ không quân Centocelle                                                                                              |
| Guidonia Montecelio, Rome                                                  | LIRG |      | Guidonia Air Force Base                                                                                                   |
| Latina                                                                     | LIRL | QLT  | Latina Airport (military?)                                                                                                |
| Pomezia, Rome                                                              | LIRE |      | Pratica di Mare Air Force Base                                                                                            |
| Roma                                                                       | LIRA | CIA  | Sân bay Ciampino (Sân bay Giovan Battista Pastine) Lưu trữ ngày 13 tháng 8 năm 2008 tại Wayback Machine                   |
| Roma                                                                       | LIRF | FCO  | Sân bay quốc tế Leonardo Da Vinci (Sân bay quốc tế Fiumicino) Lưu trữ ngày 9 tháng 8 năm 2008 tại Wayback Machine         |
| Roma                                                                       | LIRU |      | Sân bay Rome Urbe |
| Viterbo                                                                    | LIRV |      | Viterbo Air Force Base |
| Liguria (Regione Liguria)                                                  |      |      | |
| Albenga, Savona                                                            | LIMG | ALL  | Villanova d'Albenga International Airport (C. Panero Airport) Lưu trữ ngày 14 tháng 10 năm 2008 tại Wayback Machine       |
| Genoa (Genova)                                                             | LIMJ | GOA  | Sân bay Genoa Cristoforo Colombo (Sestri Airport) Lưu trữ ngày 20 tháng 9 năm 2008 tại Wayback Machine                    |
| Sarzana, Genoa                                                             | LIQW |      | Luni Airport (military?)                                                                                                  |
| Lombardy (Regione Lombardia)                                               |      |      | |
| Bergamo                                                                    | LIME | BGY  | Sân bay quốc tế Orio al Serio Lưu trữ ngày 2 tháng 2 năm 2006 tại Wayback Machine                                         |
| Brescia                                                                    | LIPO | VBS  | Sân bay Montichiari |
| Ghedi, Brescia                                                             | LIPL |      | Ghedi Airport (military?)                                                                                                 |
| Cremona                                                                    | LILR |      | Migliaro Airport |
| Milan                                                                      | LIMC | MXP  | Malpensa International Airport Lưu trữ ngày 5 tháng 11 năm 2006 tại Wayback Machine                                       |
| Milan                                                                      | LIML | LIN  | Linate Airport Lưu trữ ngày 25 tháng 9 năm 2006 tại Wayback Machine                                                       |
| Milan                                                                      | LIMB |      | Bresso Airport Lưu trữ ngày 16 tháng 3 năm 2006 tại Wayback Machine                                                       |
| Varese                                                                     | LILN |      | Venegono Airport |
| Vergiate, Varese                                                           | LILG |      | Vergiate Airport |
| Voghera, Pavia                                                             | LILH |      | Rivanazzano Airport Lưu trữ ngày 13 tháng 3 năm 2007 tại Wayback Machine                                                  |
| Marche (Regione Marche)                                                    |      |      | |
| Ancona                                                                     | LIPY | AOI  | Ancona Falconara Airport (Raffaello Sanzio Airport) Lưu trữ ngày 16 tháng 7 năm 2008 tại Wayback Machine                  |
| Fano, Pesaro & Urbino                                                      | LIDF |      | Fano Airport |
| Piedmont (Regione Piemonte)                                                |      |      | |
| Biella                                                                     | LILE |      | Cerrione Airport |
| Cameri, Novara                                                             | LIMN |      | Cameri Air Force Base |
| Cuneo                                                                      | LIMZ | CUF  | Cuneo Levaldigi Airport Lưu trữ ngày 25 tháng 11 năm 2006 tại Wayback Machine                                             |
| Torino (Torino)                                                            | LIMF | TRN  | Torino Caselle Airport (Turin International Airport)                                                                      |
| Torino (Torino)                                                            | LIMA |      | Aeritalia Airport Lưu trữ ngày 29 tháng 7 năm 2010 tại Wayback Machine                                                    |
| Sardinia (Regione Autonoma della Sardegna)                                 |      |      | |
| Alghero, Sassari                                                           | LIEA | AHO  | Fertilia Airport (Alghero Airport) Lưu trữ ngày 3 tháng 7 năm 2006 tại Wayback Machine                                    |
| Cagliari                                                                   | LIEE | CAG  | Cagliari - Elmas Airport                                                                                                  |
| Decimomannu, Cagliari                                                      | LIED | DCI  | Decimomannu Air Force Base                                                                                                |
| Olbia                                                                      | LIEO | OLB  | Olbia - Costa Smeralda Airport                                                                                            |
| Oristano                                                                   | LIER | FNU  | Fenosu Airport |
| Tortoli                                                                    | LIET | TTB  | Tortoli - Arbatax Airport                                                                                                 |
| Sicilia (Regione Sicilia)                                                  |      |      | |
| Catania                                                                    | LICC | CTA  | Catania-Fontanarossa Airport (Catania International Airport)                                                              |
| Catania                                                                    | LICZ | NSY  | Sigonella Airport (military?)                                                                                             |
| Lampedusa                                                                  | LICD | LMP  | Lampedusa Airport |
| Palermo                                                                    | LICP |      | Sân bay Boccadifalco |
| Palermo / Punta Raisi                                                      | LICJ | PMO  | Sân bay quốc tế Palermo (Sân bay Punta Raisi Falcone-Borsellino) Lưu trữ ngày 7 tháng 8 năm 2006 tại Wayback Machine      |
| Pantelleria, Trapani                                                       | LICG | PNL  | Sân bay Pantelleria (quân sự?)                                                                                            |
| Trapani                                                                    | LICT | TPS  | Sân bay Vincenzo Florio (Sân bay Birgi)                                                                                   |
| Trentino-South Tyrol (Regione Autonoma Trentino-Alto Adige)                |      |      | |
| Bolzano, South Tyrol                                                       | LIPB | BZO  | Sân bay Bolzano Dolomiti Lưu trữ ngày 3 tháng 6 năm 2009 tại Wayback Machine                                              |
| Trento                                                                     | LIDT |      | Sân bay G. Caproni (Sân bay Mattarello) Lưu trữ ngày 11 tháng 10 năm 2018 tại Wayback Machine                             |
| Tuscany (Regione Toscana)                                                  |      |      | |
| Florence (Firenze)                                                         | LIRQ | FLR  | Sân bay Amerigo Vespucci (Sân bay Florence) Lưu trữ ngày 23 tháng 5 năm 2006 tại Wayback Machine                          |
| Grosseto                                                                   | LIRS | GRS  | Sân bay Grosseto |
| Lucca                                                                      | LIQL | LCV  | Sân bay Tassignano |
| Marina di Campo Lưu trữ ngày 20 tháng 5 năm 2009 tại Wayback Machine, Elba | LIRJ | EBA  | Sân bay Marina di Campo                                                                                                   |
| Pisa                                                                       | LIRP | PSA  | Sân bay Galileo Galilei (Sân bay quốc tế Pisa)                                                                            |
| Pontedera, Pisa                                                            | LIAT |      | Sân bay Pontedera Lưu trữ ngày 19 tháng 5 năm 2009 tại Wayback Machine                                                    |
| Siena                                                                      | LIQS | SAY  | Sân bay Siena |
| Umbria (Regione Umbria)                                                    |      |      | |
| Foligno                                                                    | LIAF |      | Sân bay Foligno |
| Perugia                                                                    | LIRZ | PEG  | Sân bay San Egidio |
| Veneto (Regione Veneto)                                                    |      |      | |
| Asiago, Vicenza                                                            | LIDA |      | Sân bay Asiago |
| Belluno                                                                    | LIDB | BLX  | Sân bay Belluno |
| Padua (Padova)                                                             | LIPU |      | Sân bay Padova (Sân bay Gino Allegri) Lưu trữ ngày 4 tháng 6 năm 2008 tại Wayback Machine                                 |
| Treviso                                                                    | LIPH | TSF  | Sân bay Treviso (Sân bay Sant'Angelo)                                                                                     |
| Treviso                                                                    | LIPS |      | Căn cứ không quân Istrana                                                                                                 |
| Venice (Venezia)                                                           | LIPZ | VCE  | Sân bay quốc tế Marco Polo (Sân bay Marco Polo Venice)                                                                    |
| Venice (Venezia)                                                           | LIPV |      | Sân bay San Nicolo |
| Verona                                                                     | LIPX | VRN  | Sân bay Verona (Sân bay quốc tế Villafranca, Valerio Catullo) Lưu trữ ngày 7 tháng 10 năm 2006 tại Wayback Machine        |
| Verona                                                                     | LIPN |      | Sân bay Boscomantico |
| Vicenza                                                                    | LIPT | VIC  | Sân bay Vicenza Trissino                                                                                                  |